# Сувакпит, Олег Одербеевич
Олег Одербеевич Сувакпит (9 мая 1926 — 4 января 2002) — поэт, прозаик, переводчик.

## Биография
Сувакпит Олег Одербеевич родился 9 мая 1926 года в местечке Баян-Дугай Дзун-Хемчикского района Тувинской Народной Республики. Окончил Чаданскую семилетнюю школу, театральную студию при Тувинском музыкально-драматическом театре, Центральную комсомольскую школу при ЦК ВЛКСМ, Высшие литературные курсы в Москве, Высшую партийную школу при ЦК КПСС. Работал редактором газет «Сылдысчыгаш», «Тываның аныктары», инструктором Тувинского обкома КПСС, председателем Правления Союза писателей Республики с 1971 по 1980 годы, литературным консультантом Союза писателей, председателем Детского фонда Тувы. Литературную деятельность начал с 1942 года. Первая книга стихов «Песня радости» вышла в 1955 году. Автор поэтических сборников «Моим маленьким друзьям» (1959), «Дружба» (1962), «Шаги Победы» (1969), «Сколько мне лет?» (1971), «Сердце матери» (1974), Избранное (1976), «Голос времени» (1980), «Ревсомолец» (1982), «Напевы родной Тувы» (1984), «Зов сердца» (1986), «Волшебные бабки» (1990), Избранное «Весна души» (1995); книг прозы «Огонек маяка» (1961), «Смышленый мальчик» (1965), «Встречи и происшествия» (1967), «Чадаг-Ашак» (1975), «Неудержимые» (1993). Он — автор первой тувинской повести в стихах «Ревмосолец» («Аревэчи», 1982).
Перевел на тувинский язык стихотворения С. Михалкова, А. Барто, Д. Джамбула, Н. Богданова, С. Маршака, Н. Хикмета, М. Познанской и других.
Его стихи переведены на русский, белорусский, казахский, алтайский, хакасский, бурятский, якутский, киргизский, молдавский, эстонский, латышский, литовский, монгольский, вьетнамский, кхмерский языки.
Член Союза Писателей СССР с 1962 года. Был членом ревизионной комиссии Союза Писателей России, член Союза журналистов СССР, избирался народным депутатом трех созывов Кызылского горсовета.
Умер 4 января 2002 года.

## Награды и звания
- Почетная грамота Верховного Совета Тувинской АССР (1976)
- Заслуженный работник культуры Тувинской АССР (1986)
- лауреат Государственный премии по литературе Республики Тыва
- медаль «За доблестный труд»
- медаль «В ознаменование 100-летия со дня рождения В. И. Ленина»
- заслуженный писатель Республики Тыва

## Основные публикации
- «Бичии оннуктеримге» («Моим маленьким друзьям», стихи,1959)
- «Найырал» («Дружба», стихи, 1962)
- «Харым каш-тыр?» («Сколько мне лет?», стихи,1971)
- «Достунместер» («Неудержимые», рассказы,1986)
- «Чадаг-Ашак» («Старик-пешеход», рассказы, 1975)